# Референдум за самоопределението на Алжир (1961)
Референдумът за самоопределението на Алжир е проведен в метрополията Франция и в нейните зависими територии, включително в протектората Алжир, на 8 януари 1961 г. Самоопределението на Алжир е одобрено със 75 % от гласовете.

## Въпрос
Въпросът, изнесен на референдума, е следващият:
„Approuvez-vous le projet de loi soumis au peuple français par le président de la République et concernant l'autodétermination des populations algériennes et l'organisation des pouvoirs publics en Algérie avant l'autodétermination ?“
„Одобрявате ли законопроекта, представен на френския народ от Президента на Републиката относно самоопределението на алжирското население, и организацията на държавната власт в Алжир преди самоопределението?“

## Результати
| Участие в референдума |            |         |
| Пуснати бюлетини      | 23 986 913 | 73,76 % |
| Негласували           | 8 533 320  | 26,24 % |
| Всичко избиратели     | 32 520 233 | 100 %   |
| Пуснати бюлетини      |            |         |
| Действителни          | 23 265 444 | 96,99 % |
| Недействителни        | 721 469    | 3,01 %  |
| Всичко гласове        | 23 986 913 | 100 %   |
| Отговори              |            |         |
| Да (за)               | 17 447 669 | 74,99 % |
| Не (против)           | 5 817 775  | 25,01 % |
| Всичко                | 23 265 444 | 100 %   |

Участието съствлява 76 % във Франция и 59 % в Алжир. Резултатът в полза на независимостта на Алжир е по-висок във Франция, отколкото в Алжир (75 % „за“ във Франция срещу 70 % „за“ в Алжир), което изглежда странно. Следва обаче да се подчертае, че във Френски Алжир гласуват едва 59 % от избирателите (при това само 1/3 от алжирското население има пълни граждански права в качеството си на френски граждани), а и най-отявлените борци на независимостта на Алжир – алжирските партизани, като нелегални (в планините, пустините и селищата) няма как да вземат участие в референдума.